# Transhumance in de Alpen

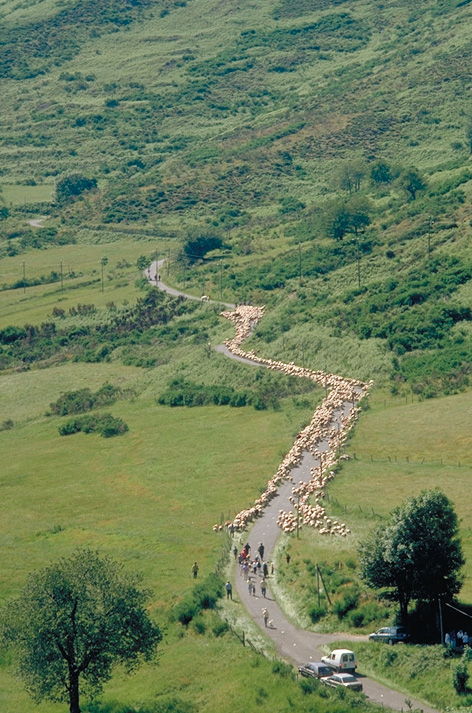
Verplaatsing van vee.

Transhumance in de Alpen is de seizoensgebonden migratie van personen met hun vee tussen vaste zomer- en wintergebieden in de Alpen. Hoewel het toerisme en de industrie tegenwoordig veel bijdragen aan de economie van het Alpengebied, wordt seizoensgebonden migratie naar hoge weiden nog steeds beoefend in Beieren, Oostenrijk, Slovenië, Italië en Zwitserland, met uitzondering van de meest bezochte toeristische gebieden.

## Geschiedenis
Het transhumance-systeem in de Alpen is vrijwel onveranderd gebleven sinds de hoge middeleeuwen. Dit wordt mede duidelijk door een document dat verwijst naar een zomers weiland van 1204. Langs de rand van de Alpen, te beginnen rond 1300 in West- en Centraal-Zwitserland en een iets later in het oosten van Zwitserland, werd veeteelt de primaire agrarische activiteit. Een aantal gespecialiseerde veemarkten ontstonden in Arona, Bellinzona, Como en Varese in het zuiden, en Villeneuve in het westen. In deze gemeenschappen aan de rand van de Alpen, omvatte transhumance zowel de verticale beweging van vee naar de weilanden én horizontale beweging naar de veemarkten. In de gemeenten gelegen in de centrale Alpen, waren de kuddes meer divers. Over het algemeen waren er grote kuddes schapen met veel kleinere kuddes rundvee en andere dieren zoals varkens en geiten.

## Cultuur
Transhumance is een traditionele beoefening die veel van het huidige landschap in de Alpen heeft gevormd. Zonder deze invloeden zouden de meeste gebieden onder de 2.000 meter alleen maar bossen zijn. De veetrek in de Alpen draagt voor een groot deel bij aan eeuwenoude traditionele tradities als jodelen, schwingen en het bespelen van de alpenhoorn. In de Zwitserse folklore wordt ook veel gebruik gemaakt van traditionele verhalen over mythologische wezens zoals dwergen die de Alpse weide bewonen, de creaties worden vaak neergezet als behulpzaam of als veroorzakers van het kwaad.

### Vorarlberg (Oostenrijk)

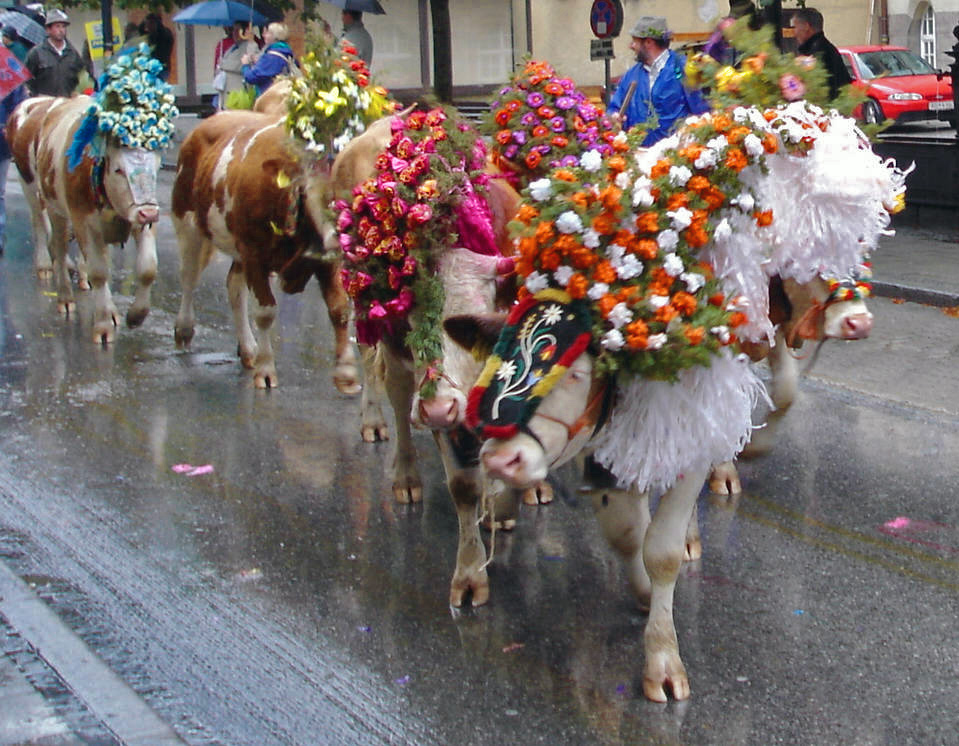
Vee bij Almabtrieb in Kufstein (etappe 3 naar etappe 1)

De Alpine transhumance, ofwel bergweidecultuur, is basis van de traditionele kaasmakerij in Vorarlberg en leidde tot de vorming van een kaascultuur in Vorarlberg. Boeren drijven hun vee naar plaatsen waar voer verkrijgbaar is. Ze wisselen dus jaarlijks enkele keren van stallen naargelang van het seizoen. Alpine Transhumance wordt in het Duits "Dreistufenwirtschaft" genoemd omdat de bergweides in drie etappen worden beheerd:
1. Vorsäß/Maisäß: aan het einde van de lente wordt het vee van het landgoed in het dal naar de Vorsäß (een bergweide op gematigde hoogte, ongeveer 1500m) gedreven,
2. Hochalpe: begin juli wordt het vee naar hooggelegen bergweides boven de boomgrens (ongeveer 1600 tot 2000m) gedreven.
3. Almabtrieb/Alpabtrieb: in september/oktober wordt het vee feestelijk versierd en terug naar die Vorsäß gedreven.

De Vorarlbergse bergweidecultuur zorgt ervoor dat koeien op grond van hun bijzondere voeding een aromatische melk van hoge kwaliteit geven, de zogenoemde Heumilch ("hooimelk"). Het gebruik van hooimelk bij de kaasmakerij draagt bij tot de markante smaak die meer dan 30 regionale kazen bepaalt, waaronder de Vorarlberger Alpkäse en de Vorarlberger Bergkäse. De UNESCO verklaarde de bergweidecultuur in het Bregenzerwald in 2011 tot immaterieel cultureel erfgoed. Dankzij subsidies kan de traditionele bergweidecultuur ook in de 21e eeuw verder bestaan (zie het initiatief KäseStrasse Bregenzerwald).

### Alpine cultuur
Het LEADER-programma Gauertaler Alpenkultur van de Europese Unie is opgericht om de gasten en de lokale bevolking te informeren over de Gauertal vallei en haar culturele landschap. Hoe dit culturele landschap ontstaan is en, wanneer men niet oplet, langzaam verloren gaat. Deze route is gemaakt om de traditionele levensstijl (transhumance) van deze regio zichtbaar te maken. Een ander doel van het project is om wandelroutes op een zodanige wijze te sturen, dat de gevoelige Alpengebieden niet langer worden beïnvloed door stromen van de bezoekers.
De themaroute Gauertaler AlpkulTour, door het cultuurlandschap van het Montafon in het Rätikon-gebergte, is een populaire wandelroute onder bezoekers. Op de route zijn o.a. elf sculpturen van de lokale kunstenaar Roland Haas te vinden. De opvallende houtsculpturen verbinden de eeuwenoude cultuur van het dal met het heden. De sculpturen zijn elk gewijd aan een ander gebied van het culturele landschap.